# Ayuntamiento de Linares
El Ayuntamiento de Linares es el órgano encargado del gobierno y administración del municipio de Linares, situado en la provincia de Jaén, Andalucía, España. Está presidido por el alcalde. En 2023 ocupa dicho cargo María Auxiliadora del Olmo Ruir, del PP. Esta administración tiene su sede en la plaza del Ayuntamiento.

## Alcaldes
| Periodo   | Nombre                                                                                    | Partido                                                  |
| --------- | ----------------------------------------------------------------------------------------- | -------------------------------------------------------- |
| 1979-1983 | Julián Jiménez Serrano                                                                    | Partido Socialista Obrero Español (PSOE)                 |
| 1983-1987 | Alfredo Catalán García                                                                    | Partido Socialista Obrero Español (PSOE)                 |
| 1987-1991 | Alfredo Catalán García                                                                    | Partido Socialista Obrero Español (PSOE)                 |
| 1991-1995 | Manuel Rodríguez Méndez                                                                   | Partido Socialista Obrero Español (PSOE)                 |
| 1995-1999 | Juan Bautista Lillo Gallego                                                               | Partido Popular (PP)                                     |
| 1999-2003 | Juan Fernández Gutiérrez                                                                  | Partido Socialista Obrero Español (PSOE)                 |
| 2003-2007 | Juan Fernández Gutiérrez                                                                  | Partido Socialista Obrero Español (PSOE)                 |
| 2007-2011 | Juan Fernández Gutiérrez                                                                  | Partido Socialista Obrero Español (PSOE)                 |
| 2011-2015 | Juan Fernández Gutiérrez                                                                  | Partido Socialista Obrero Español (PSOE)                 |
| 2015-2019 | Juan Fernández Gutiérrez                                                                  | Partido Socialista Obrero Español (PSOE)                 |
| 2019-2023 | Raúl José Caro-Accino Menéndez (2019-2022) Francisco Javier Perales Fernández (2022-2023) | Ciudadanos (CS) Partido Socialista Obrero Español (PSOE) |
| 2023-act. | María Auxiliadora del Olmo Ruiz                                                           | Partido Popular (PP)                                     |

## Resultados electorales históricos
| Partido político                                                                  | 1979   | 1983   | 1987   | 1991   | 1995   | 1999   | 2003   | 2007   | 2011   | 2015   | 2019   | 2023   |
| Partido político                                                                  | Ediles | Ediles | Ediles | Ediles | Ediles | Ediles | Ediles | Ediles | Ediles | Ediles | Ediles | Ediles |
| Alianza Popular (AP)-Partido Popular (PP)                                         | 2      | 6      | 5      | 3      | 8      | 9      | 7      | 7      | 11     | 8      | 5      | 12     |
| Partido Socialista Obrero Español (PSOE)                                          | 10     | 16     | 10     | 9      | 7      | 11     | 15     | 16     | 11     | 10     | 8      | 10     |
| Vox                                                                               | —      | —      | —      | —      | —      | —      | —      | —      | —      | 0      | 0      | 2      |
| Partido Comunista de España (PCE)-Izquierda Unida (IU)                            | 6      | 3      | 6      | 6      | 6      | 3      | 2      | 2      | 3      | 4      | 2      | 1      |
| Mi Linares (ML)                                                                   | —      | —      | —      | —      | —      | —      | —      | —      | —      | —      | —      | 0      |
| Independiente por la Estación (IPE)                                               | —      | —      | —      | —      | —      | —      | —      | —      | —      | —      | —      | 0      |
| Linares Primero-Podemos                                                           | —      | —      | —      | —      | —      | —      | —      | —      | —      | —      | 2      | 0      |
| Ciudadanos (CS)                                                                   | —      | —      | —      | —      | —      | —      | —      | —      | —      | 2      | 5      | 0      |
| Ciudadanos Independientes de Linares Unidos (CILU)                                | —      | —      | —      | —      | —      | —      | —      | —      | —      | 1      | 3      | 0      |
| Unión de Ciudadanos Independientes (UCIN)                                         | —      | —      | —      | —      | —      | —      | —      | —      | —      | —      | 0      | —      |
| Unión, Progreso y Democracia (UPyD)                                               | —      | —      | —      | —      | —      | —      | —      | —      | 0      | 0      | —      | —      |
| Partido Andalucista (PA)                                                          | —      | 0      | 0      | 7      | 4      | 2      | 1      | 0      | 0      | 0      | —      | —      |
| Convergencia Andaluza (CA)                                                        | —      | —      | —      | —      | —      | —      | —      | 0      | —      | —      | —      | —      |
| Los Verdes + Izquierda Andaluza (LV+IA)                                           | —      | —      | —      | —      | —      | 0      | —      | 0      | —      | —      | —      | —      |
| Partido Humanista (PH)                                                            | —      | —      | 0      | —      | —      | 0      | —      | —      | —      | —      | —      | —      |
| Partido Andaluz del Progreso (PAP)                                                | —      | —      | —      | —      | 0      | —      | —      | —      | —      | —      | —      | —      |
| Falange española (FE)                                                             | —      | —      | —      | —      | 0      | —      | —      | —      | —      | —      | —      | —      |
| Unión de Centro Democrático (UCD)-Centro Democrático y Social (CDS)               | 7      | —      | 4      | 0      | —      | —      | —      | —      | —      | —      | —      | —      |
| Organización Revolucionaria de Trabajadores (ORT)                                 | 0      | —      | —      | —      | —      | —      | —      | —      | —      | —      | —      | —      |
| Movimiento Comunista de Andalucía (MCA)-Organización de Izquierda Comunista (OIC) | 0      | —      | —      | —      | —      | —      | —      | —      | —      | —      | —      | —      |
| Partido del Trabajo de Andalucía (PTA)                                            | 0      | —      | —      | —      | —      | —      | —      | —      | —      | —      | —      | —      |

## Evolución de la deuda viva municipal
El concepto de deuda viva contempla sólo las deudas con cajas y bancos relativas a créditos financieros, valores de renta fija y préstamos o créditos transferidos a terceros, excluyéndose, por tanto, la deuda comercial.
| Gráfica de evolución de la deuda viva del Ayuntamiento entre 2008 y 2023                          |
|                                                                                                   |
| Deuda viva del Ayuntamiento de Linares, en miles de euros, según datos del Ministerio de Hacienda |